# フェリー椿
フェリー椿は、九州商船が運航していたフェリー。

## 概要
内海造船田熊工場で建造され、1974年8月11日に佐世保 - 上五島航路に就航した。
共有建造制度を利用して建造された船舶整備公団との共有船である。
2003年、九州商船は本船の代船として甑島商船のフェリーこしきを購入、フェリーなるしおとして就航したため、引退した。
その後、海外売船され、フィリピンのSTARLITE FERRYでStarlite Voyagerとして、バタンガス - カラパン航路に就航していた。

## 設計
先に長崎 - 五島航路に就航したフェリー出島より小型であるが、航海区域となる東シナ海の海況および離島である五島列島の港湾設備を考慮して、復原性、操縦性に特に配慮して設計された。

## 船内
- 一等室（49名）
- 特二等室（201名）
- 二等室（250名）